# THEO
Der THEO – Berlin-Brandenburgischer Preis für Junge Literatur wird seit 2008 vom Verein wortbau e.V. und dem Landesverband Berlin-Brandenburg des Börsenvereins des Deutschen Buchhandels vergeben. Der Preis ist nach Theodor Fontane benannt.
Der Schreibwettbewerb steht jedes Jahr unter einem wechselnden Motto. Aus mehreren hundert Einsendungen aus verschiedenen Ländern des deutschsprachigen Raumes werden 12 Kandidaten, unterteilt nach Altersklassen, für die Endausscheidung nominiert. Im Rahmen der Preisverleihung lesen die Nominierten ihre Werke vor versammeltem Publikum vor. Eine Jury aus Autoren, Buchhändlern und Siegern des Vorjahres bestimmt anschließend die Gewinner des THEO.
Der Preis steht unter der Schirmherrschaft des Regierenden Bürgermeisters von Berlin und des Ministerpräsidenten des Landes Brandenburg. Zu den Kooperationspartnern des Preises gehören unter anderem das Haus für Poesie Berlin und das Kinder- und Jugendprogramm des Internationalen Literaturfestivals Berlin.

## Preisträger
| Jahr | Junioren               | 10–12                | 13–15              | 16–19                       | Lyrik                   |
| ---- | ---------------------- | -------------------- | ------------------ | --------------------------- | ----------------------- |
| 2008 | -                      | Jakob Prüfer         | Margita Iov        | Linn Dittner                | -                       |
| 2009 | -                      | Johannes Goronzy     | Leonie Mikulla     | Anna Behrend, Marie Michael | -                       |
| 2010 | -                      | Marie Gerda Kühn     | Lilith Fichtmüller | Julia Baum                  | Josefine Berkholz       |
| 2011 | -                      | Anna Franziska Sturm | Joceline Ziegler   | Ann Franzine Loof           | Sandra Valeska Steinert |
| 2012 | -                      | Anile Tmava          | Mara Spiekenheuer  | Moira Frank                 | Jeruscha Strelow        |
| 2013 | Luca Leonora Grüsser   | Josepha Gollanek     | Emma Bading        | Rudi Nuss                   | Deborah Fallis          |
| 2014 | Anna-Ilayda Kluth      | Lucy Gäbele          | Amelie Schmid      | Mercedes Spannagel          | Anile Tmava             |
| 2015 | Inya Stewart-Wiese     | Sofia Nessing        | Kim Salmon         | Lea-Lina Oppermann          | Joceline Ziegler        |
| 2016 | Lux Haimerl            | Lilly Beyer          | Rosa Engelhardt    | Mara Spiekenheuer           | Ema Mezihoráková        |
| 2017 | Hannes Martin Hartmann | Anna Ilayda Kluth    | Theresa Bolte      | Cora Grohmann               | Anile Tmava             |
| 2018 | Alice Glusgold         | Junes Rattay         | Fanny Haimerl      | Tristan Ludwig              | Ludwig Michael          |
| 2019 | Anna Lena Gabriel      | Noah Langowski       | Lotti Spieler      | Marlena Wessollek           | Shahzamir Hataki        |